# Medalha Australian Mathematical Society
A Medalha Australian Mathematical Society (em inglês:  Australian Mathematical Society Medal) reconhece pesquisadores matemáticos de destaque por membros da Australian Mathematical Society. A eligibilidade para a medalha inclui a cláusula que o membro da sociedade deve ter menos de 40 anos de idade, e que uma parte significativa de sua carreira tenha transcorrido na Austrália. A medalha foi concedida a primeira vez em 1981. É concedida na sessão de abertura do encontro anual da sociedade.

## Recipientes
- 1981 Neil Trudinger
- 1982 Gavin Brown
- 1983 Leon Simon
- 1984 Richard Peirce Brent
- 1985 Sem premiação
- 1986 Peter Gavin Hall
- 1987 Joachim Hyam Rubinstein
- 1988 Frank de Hoog
- 1989 Michael Cowling
- 1990 Brendan McKay
- 1991 Gerhard Huisken
- 1992 Michael Eastwood
- 1993 Peter Forrester e Nick Wormald
- 1994 Sem premiação
- 1995 Adrian Baddeley
- 1996 Igor Shparlinski
- 1997 Michael Murray
- 1998 Murray Batchelor
- 1999 John Urbas
- 2000 Christine O'Keefe e Varghese Mathai
- 2001 Pier Bouwknegt, Alexander Molev e Hugh Possingham
- 2002 Xu-Jia Wang
- 2003 Ben Andrews E Andrew Hassell
- 2004 Sem premiação
- 2005 Terence Tao
- 2006 Andrew Mathas
- 2007 Sem premiação
- 2008 Shahar Mendelson
- 2009 Steve Lack e Ian Wanless
- 2010 Kate Smith-Miles
- 2011 Todd Oliynyk
- 2012 Anthony Henderson e Stephen Keith
- 2013 Craig Westerland